# Kitakami
Kitakami (japanisch 北上市, -shi) ist eine Stadt in der Präfektur Iwate auf Honshū, der Hauptinsel von Japan.

## Geographie
Kitakami liegt nördlich von Sendai und südlich von Morioka.

## Übersicht
Der Kitakami durchfließt die Stadt von Norden nach Süden. In der Edo-Zeit blühte der Ort als Flusshafen und als Poststation an der Überlandstraße Ōshū Kaidō. Reis, Obstanbau und Viehzucht sind die hauptsächlichen Erwerbszweige. Es beginnt die Industrialisierung.

## Verkehr
- Straße:
  - Tōhoku-Autobahn
  - Nationalstraße 4, nach Tokio bzw. Aomori
- Zug:
  - JR Tōhoku-Shinkansen: Bahnhof Kitakami
  - JR Tōhoku-Hauptlinie

## Städtepartnerschaften
- Concord (Kalifornien)

## Angrenzende Städte und Gemeinden

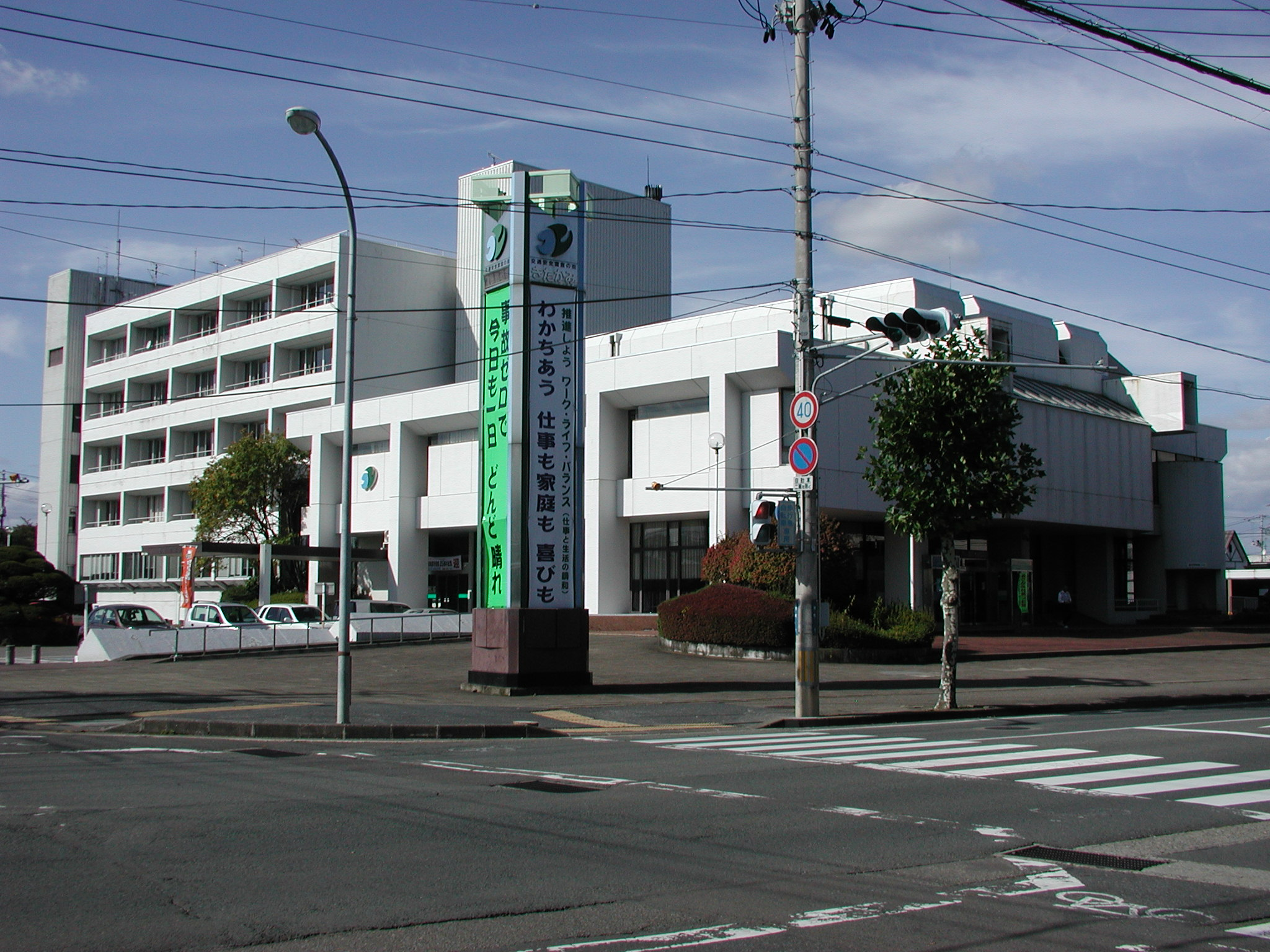
Rathaus von Kitakami (Foto aufgenommen im Oktober 2009)

- Hanamaki
- Ōshū
- Kanagasaki
- Nishiwaga